# Terry Milewski
Pour les articles homonymes, voir Milewski.
 (juillet 2019).
Si vous disposez d'ouvrages ou d'articles de référence ou si vous connaissez des sites web de qualité traitant du thème abordé ici, merci de compléter l'article en donnant les références utiles à sa vérifiabilité et en les liant à la section « Notes et références ».
Terry Milewski est un journaliste et un animateur de télévision canadien. Il est responsable de l'actualité de la Colombie-Britannique pour CBC TV.

## Biographie
Les parents de Milewski ont immigré au Royaume-Uni avant sa naissance. Son père était un étudiant polonais de médecine qui s'est enfui de Varsovie pour faire son service militaire au 7e Division Armée au nord de l'Afrique. 
Milewski a fait ses études à l'Ecole Shrewsbury, où il a gagné la compétition de natation vers l'amont. Il a abandonné l'Université d'Oxford après la maladie de 6 mois et plus tard il a quitté l'Université de Keele après s'être fait prendre pratiquant le nudisme. 
Né au Royaume-Uni, Milewski travaille d'abord comme journaliste à Calgary pendant les années 1970. Il entre à la CBC en 1980, époque où il couvrait la médecine et les sciences. 
Correspondant à Ottawa de 1983 à 1986, il devient ensuite le premier correspondant de CBC Newsworld à Jérusalem. Pendant les années 1990, il est envoyé à Washington.
En 1998, il passe à l'histoire du journalisme pour avoir été l'objet de l'« affaire Milewski». Il tenait une correspondance avec le manifestant Craig Jones, actif lors de la conférence de la Coopération Économique Asie-Pacifique de 1997. 
Des courriels interceptés par la gendarmerie royale du Canada avaient précipité un conflit avec le Bureau du Premier ministre du Canada, ce qui mena à sa suspension pendant deux semaines.
Milewski a recouvré son emploi à la CBC après avoir été suspendu pour des raisons politiques. Il est actuellement basé à Vancouver.

## Vie privée
Milewski est marié et il a deux enfants.